# Leucoantocianina
Leucoantocianina (flavan-3,4-dioles) son compuestos químicos incoloros relacionados con antocianidinas y antocianinas. Leucoantocianinas se pueden encontrar en Anadenanthera peregrina y en varias especies de Nepenthes incluyendo N. burbidgeae, N. muluensis, N. rajah, N. tentaculata, y N. × alisaputrana.
Tales compuestos incluyen: 
- Leucocianidina
- Leucodelfinidina
- Leucofisetinidina
- Leucomalvidina
- Leucopelargonidina
- Leucopeonidina
- Leucorobinetinidina
- Melacacidina
- Teracacidina de Acacia obtusifolia y Acacia maidenii[2]

Leucoantocianidinas han demostrado ser intermedios en la biosíntesis de antocianidina en las flores de Matthiola incana.

## Metabolism
Leucoanthocyanidin dioxygenase utiliza flavan-3 ,4-dioles para producir 3-hydroxyanthocyanidins. El gen que codifica la enzima (PpLDOX) se ha identificado en el melocotón y ha sido estudiado en Vitis vinifera.